# 케이든 커닝엄
케이든 루이스 커닝엄(영어: Caden Luis Cunningham, 2003년 5월 7일~)은 영국의 태권도 선수이다. 2024년 하계 올림픽에서 플라이급에서 은메달을 획득했으며 유러피언 게임(2023)과 유럽 선수권 대회(2024)에서 금메달 1개를 획득했다.